# لورين باومان
لورين باومان (بالفرنسية: Lorraine Baumann)‏ هي لاعبة كرة الريشة فرنسية، ولدت في 1 أكتوبر 1993 في Laxou ‏ في فرنسا.

## وصلات خارجية
- لورين باومان على موقع BWF.tournamentsoftware.com (الإنجليزية)
- لورين باومان على موقع BWFbadminton.com (الإنجليزية)
- لورين باومان على موقع اللجنة الأولمبية الفرنسية (مؤرشف) (الفرنسية)